# Eutélia
Az eutelikus szervezeteknek kötött számú szomatikus sejtje van az ivari érettség elérése után, mely állandó a faj összes egyedénél. Sejtosztódással mindössze az ivari érettségig fejlődnek, ezután már csak sejt-bővítés útján történik.
A legtöbb eutelikus szervezet mikroszkopikus: például a kerekesférgek, fonalférgek, medveállatkák és a Dicyemida.